# ماغوميد أنكالايف
ماغوميد عليبولاتوفيتش أنكالايف (بالروسية: Магоме́д Алибула́тович Анкала́ев؛ مواليد 2 يونيو 1992) هو مُقاتل فنون قتالية مختلطة روسي، ينافس حاليا في فئة وزن خفيف الثقيل في يو إف سي. حيث هو بطل يو إف سي لوزن خفيف الثقيل الحالي. اعتبارًا من 1 يوليو 2025، يحتل المركز السابع في تصنيفات يو إف سي لأفضل المقاتلين في جميع الأوزان.
أنكالايف هو بطل وزن خفيف الثقيل السابق لبطولة العالم للقتال في أخمات. وهو أيضًا الفائز بجائزة أخمات الكبرى لوزن خفيف الثقيل لعام 2016.

## نشأته
وُلِد أنكالايف في 2 يونيو 1992 في محج قلعة، روسيا من عائلة من أصل آفاري. بدأ أنكالايف أولاً التدريب في المصارعة اليونانية الرومانية لمدة عام واحد بينما كان طالبًا في جامعة داغستان الحكومية، حيث تخرج من كلية الرياضة. في ذلك الوقت، نافس أيضًا في قتال السامبو، حيث تم تكريمه بلقب ماجستير الرياضة في هذا التخصص. انجذب أنكالايف إلى فكرة الانتقال إلى فنون القتال المختلطة، بسبب التشابه بين فنون القتال المختلطة وقتال السامبو. ثم أصبح أنكالايف بطل روسيا والعالم في فنون القتال المختلطة للهواة. كما تم تسمية أنكالايف أيضًا مُقاتل فنون القتال المختلطة لعام 2015 في روسيا من قبل الاتحاد الروسي لفنون القتال المختلطة. أنكالايف مسلم متدين.

## مسيرته في فنون القتال المختلطة

### مهنة الهواة في فنون القتال المختلطة والسامبو القتالي
في ديسمبر 2013، في بطولة كأس العالم لدبليو إم أي أي في باكو، أذربيجان، فاز أنكالايف بالميدالية الذهبية، متغلبًا على الكازاخستاني رستم مالاييف في النهائيات.

### مسيرته المبكرة
بدأ أنكالايف مسيرته الاحترافية في 18 يناير 2014، في بطولة تحدي أوبلوت 96، حيث تغلب على فاسيلي بابيتش من أوكرانيا بقرار القضاة بالأغلبية. في ديسمبر 2015، فاز أنكالايف بكأس السوبر للفنون القتالية المختلطة في روسيا، بفوزه على نادر بولكاداروف في مباراة استعراضية احترافية. في نادي أخمات، كان الفائز بجائزة نادي أخمات الكبرى لوزن خفيف الثقيل لعام 2016. بعد فوزه ببطولة العالم للمصارعة الحرة في الشيشان، وقع عقدًا مع يو إف سي في أكتوبر 2017.

### يو إف سي
خاض أنكالايف أول مباراة في المنظمة ضد بول كرايغ في مارس 2018 في حدث يو إف سي ليلة القتال: ويردوم ضد فولكوف. سيطر أنكالايف على القتال في أغلب فترات النزال، واستطاع تسديد ضربات نظيفة وإسقاطات والسيطرة الكاملة؛ تسبب أنكالايف في إصابة كريج بجروح بالغة بركلة في الجسم في الجولة الأولى. ومع ذلك، في آخر خمس ثوانٍ من الجولة الثالثة، فاجأ كريج أنكالايف بخنق المثلث، مما منحه أول خسارة احترافية له في الدقيقة 4:59 من الجولة الثالثة، أي قبل نهاية النزال بثانية واحدة فقط.

#### منافسته على اللقب
خاض أنكالايف قتال ضد يان بلاهوفيتش على لقب بطولة يو إف سي لوزن خفيف الثقيل الشاغر في 10 ديسمبر 2022، في حدث يو إف سي 282. في البداية، تم حجزه كحدث رئيسي مشترك من 3 جولات، لكن بطل يو إف سي لوزن خفيف الثقيل آنذاك يري بروهاسكا انسحب من الدفاع عن لقبه ضد غلوفر تيكسيرا وأخلى لقبه لاحقًا، وتم تغيير القتال بين بلاهوفيتش وأنكالايف إلى قتال على اللقب من 5 جولات. انتهى القتال بتعادل مثير للجدل. اعتبر 23 من أصل 25 من أعضاء وسائل الإعلام القتال فوزًا لأنكالايف.
واجه أنكالايف جوني ووكر في حدث يو إف سي 294. انته القتال بدون فائز بعد ركبة غير قانونية من أنكالايف وحكم طبيب القفص المثير للجدل بأن ووكر غير قادر على مواصلة القتال.
بسبب النهاية المثيرة للجدل، أعاد الثنائي القتال بسرعة في حدث يو إف سي ليلة القتال 234 في 13 يناير 2024. فاز أنكالايف بالقتال بالضربة القاضية في الجولة الثانية بعد إسقاطه لووكر بيده اليمنى. نال هذا القتال مكافأة أداء الليلة.
من المقرر أن يواجه أنكالايف ألكسندر راكيتش في 26 أكتوبر 2024 في حدث يو إف سي 308. لقد فاز في القتال بقرار القضاة بالإجماع.

#### بطل يو إف سي لوزن خفيف الثقيل
واجه أنكالايف أليكس بيريرا على لقب بطولة يو إف سي لوزن خفيف الثقيل في 8 مارس 2025 في حدث يو إف سي 313. وفاز باللقب بقرار القضاة بالإجماع.

## البطولات والإنجازات

### الفنون القتالية المختلطة للهواة/السامبو القتالي
- رابطة فنون القتال المختلطة العالمية (دبليو إم إم أي أي)
  -  كأس العالم في وزن خفيف الثقيل (2013)[9][10]
  -  بطولة العالم في وزن خفيف الثقيل (2014)[31][32][33]
  -  بطولة العالم في وزن خفيف الثقيل (2014)[34][35]
  -  بطولة العالم في وزن خفيف الثقيل (2016)[36][37]
- الاتحاد الروسي للفنون القتالية المختلطة
  -  بطولة روسيا للفنون القتالية المختلطة في وزن خفيف الثقيل (2014)[38]
  -  كأس موسكو المفتوحة في وزن خفيف الثقيل (2014)[39]
  -  كأس السوبر الروسي في وزن خفيف الثقيل (2014)[40][41][42]
  -  كأس إم إم إيه في داغستان في وزن خفيف الثقيل (2015)[43]
  -  كأس روسيا: منطقة شمال القوقاز الفيدرالية في وزن خفيف الثقيل (2015)[44][45]
  -  بطولة روسيا للفنون القتالية المختلطة في وزن خفيف الثقيل (2015)[46][47][48]
  -  بطولة روسيا للفنون القتالية المختلطة في وزن خفيف الثقيل (2016)[49][50]
- قتال السامبو
  -  كأس السامبو القتالي في داغستان في وزن خفيف الثقيل (2016)[51]

### الفنون القتالية المختلطة للمحترفين
- يو إف سي
  - بطولة يو إف سي لوزن خفيف الثقيل (مرة واحدة، الحالي)

- أداء الليلة (أربع مرات) ضد مارسين براشنيو، دالشا لونجيامبولا، أيون كوتيلابا، وجوني ووكر.[52][53][54][55]
- ثاني أطول سلسلة انتصارات في تاريخ فئة وزن خفيف الثقيل في يو إف سي (9)[56]
- ثاني أطول سلسلة انتصارات دون هزيمة في تاريخ فئة وزن خفيف الثقيل في يو إف سي (13)[57] (بعد جون جونز)

- بطولة العالم أخمات للقتال
  - بطل دبليو إف سي أي لوزن خفيف الثقيل (مرة واحدة)
    - دفاع ناجح عن اللقب

  - الفائز ببطولة جائزة أخمات العالمية الكبرى لوزن خفيف الثقيل لعام 2016[13][58]
- الاتحاد الروسي للفنون القتالية المختلطة
  - كأس السوبر للفنون القتالية المختلطة في روسيا 2015[59][60][61]

## سجل فنون القتال المختلطة
| السجل المهني |        |         |
| 23 نزال      | 20 فوز | 1 خسارة |
| ضربة قاضية   | 10     | 0       |
| إخضاع        | 0      | 1       |
| قرار القضاة  | 10     | 0       |
| تعادل        | 1      | 1       |
| بدون قرار    | 1      | 1       |

| النتيجة | السجل      | الخصم                  | الطريقة                             | الحدث                                        | التاريخ        | الجولة | الوقت | المكان                              | الملاحظات                                                      |
| ------- | ---------- | ---------------------- | ----------------------------------- | -------------------------------------------- | -------------- | ------ | ----- | ----------------------------------- | -------------------------------------------------------------- |
| فاز     | 20–1–1 (1) | أليكس بيريرا           | قرار القضاة (بالإجماع)              | يو إف سي 313                                 | 8 مارس 2025    | 5      | 5:00  | لاس فيغاس، نيفادا، الولايات المتحدة | فاز بلقب بطولة يو إف سي لوزن خفيف الثقيل.                      |
| فاز     | 19–1–1 (1) | ألكسندر راكيتش         | قرار القضاة (بالإجماع)              | يو إف سي 308                                 | 26 أكتوبر 2024 | 3      | 5:00  | أبو ظبي، الإمارات العربية المتحدة   |                                                                |
| فاز     | 18–1–1 (1) | جوني ووكر              | ضربة قاضية (باللكمات)               | يو إف سي ليلة القتال: أنكالايف ضد ووكر 2     | 13 يناير 2024  | 2      | 2:42  | لاس فيغاس، نيفادا، الولايات المتحدة | أداء الليلة.                                                   |
| ب.ف     | 17–1–1 (1) | جوني ووكر              | بدون فائز (ركبة غير قانونية)        | يو إف سي 294                                 | 21 أكتوبر 2023 | 1      | 3:13  | أبو ظبي، الإمارات العربية المتحدة   | جعلت الركبة غير القانونية العرضية ووكر غير قادر على الاستمرار. |
| تعادل   | 17–1–1     | يان بلاهوفيتش          | تعادل (بالانقسام)                   | يو إف سي 282                                 | 10 ديسمبر 2022 | 5      | 5:00  | لاس فيغاس، نيفادا، الولايات المتحدة | على لقب بطولة يو إف سي لوزن خفيف الثقيل الشاغر.                |
| فاز     | 17–1       | أنتوني سميث            | ضربة فنية قاضية (باللكمات)          | يو إف سي 277                                 | 30 يوليو 2022  | 2      | 3:09  | دالاس، تكساس، الولايات المتحدة      |                                                                |
| فاز     | 16–1       | تياغو سانتوس           | قرار القضاة (بالإجماع)              | يو إف سي ليلة القتال: سانتوس ضد أنكالايف     | 12 مارس 2022   | 5      | 5:00  | لاس فيغاس، نيفادا، الولايات المتحدة |                                                                |
| فاز     | 15–1       | فولكان أوزدمير         | قرار القضاة (بالإجماع)              | يو إف سي 267                                 | 30 أكتوبر 2021 | 3      | 5:00  | أبو ظبي، الإمارات العربية المتحدة   |                                                                |
| فاز     | 14–1       | نيكيتا كريلوف          | قرار القضاة (بالإجماع)              | يو إف سي ليلة القتال: روزينسترويك ضد غان     | 27 فبراير 2021 | 3      | 5:00  | لاس فيغاس، نيفادا، الولايات المتحدة |                                                                |
| فاز     | 13–1       | أيون كوتيلابا          | ضربة قاضية (باللكمات)               | يو إف سي 254                                 | 24 أكتوبر 2020 | 1      | 4:19  | أبو ظبي، الإمارات العربية المتحدة   | أداء الليلة.                                                   |
| فاز     | 12–1       | أيون كوتيلابا          | ضربة فنية قاضية (ركلة للرأس ولكمات) | يو إف سي ليلة القتال: بينافيدز ضد فيغيريدو   | 29 فبراير 2020 | 1      | 0:38  | نورفولك، فرجينيا، الولايات المتحدة  |                                                                |
| فاز     | 11–1       | دالشا لونجيامبولا      | ضربة قاضية (ركلة أمامية ولكمة)      | يو إف سي ليلة القتال: ماغوميدشاريبوف ضد كتار | 9 نوفمبر 2019  | 3      | 0:29  | موسكو، روسيا                        | أداء الليلة.                                                   |
| فاز     | 10–1       | كليدسون أبرو           | قرار القضاة (بالإجماع)              | يو إف سي ليلة القتال: بلاهوفيتش ضد سانتوس    | 23 فبراير 2019 | 3      | 5:00  | براغ، التشيك                        | نزال في وزن غير محدد (209 رطل)؛ أخفق برو بالوزن.               |
| فاز     | 9–1        | مارسين براشنيو         | ضربة قاضية (ركلة للرأس ولكمات)      | يو إف سي ليلة القتال: هنت ضد أولينيك         | 15 سبتمبر 2018 | 1      | 3:09  | موسكو، روسيا                        | أداء الليلة.                                                   |
| خسر     | 8–1        | بول كرايغ              | إخضاع (خنق المثلث)                  | يو إف سي ليلة القتال: ويردوم ضد فولكوف       | 17 مارس 2018   | 3      | 4:59  | لندن، إنجلترا                       |                                                                |
| فاز     | 8–0        | سيلسو ريكاردو دا سيلفا | ضربة قاضية (باللكمات)               | دبليو إف سي إيه 43                           | 4 أكتوبر 2017  | 1      | 1:11  | غروزني، روسيا                       |                                                                |
| فاز     | 7–0        | فاغنر برادو            | ضربة قاضية (باللكمات)               | دبليو إف سي إيه 38                           | 21 يونيو 2017  | 1      | 3:33  | غروزني، روسيا                       | دافع عن لقب بطولة دبليو إف سي إيه لوزن خفيف الثقيل.            |
| فاز     | 6–0        | مكسيم جريشين           | ضربة فنية قاضية (باللكمات)          | دبليو إف سي إيه 30                           | 4 أكتوبر 2016  | 4      | 1:13  | غروزني، روسيا                       | فاز بلقب بطولة دبليو إف سي إيه لوزن خفيف الثقيل الشاغر.        |
| فاز     | 5–0        | أرتور أستاخوف          | قرار الحكام (بالإجماع)              | دبليو إف سي إيه 23                           | 11 يونيو 2016  | 3      | 5:00  | غروزني، روسيا                       |                                                                |
| فاز     | 4–0        | لويد مارشبانكس         | ضربة فنية قاضية (خضوع للكمات)       | دبليو إف سي إيه 18                           | 9 أبريل 2016   | 1      | 0:15  | غروزني، روسيا                       |                                                                |
| فاز     | 3–0        | دوفليتجان ياجشيمورادوف | قرار الحكام (بالإجماع)              | تحدي أوبلوت 103                              | 18 أكتوبر 2014 | 3      | 5:00  | موسكو، روسيا                        |                                                                |
| فاز     | 2–0        | دينيتش ستراهينيا       | قرار الحكام (بالإجماع)              | بطولة تسلا للقتال 4                          | 14 يونيو 2014  | 3      | 5:00  | بانتشيفو، صربيا                     |                                                                |
| فاز     | 1–0        | فاسيلي بابيتش          | قرار الحكام (بالأغلبية)             | تحدي أوبلوت 96                               | 18 يناير 2014  | 3      | 5:00  | خاركيف، أوكرانيا                    | أول ظهور في وزن خفيف الثقيل.                                   |

## نزالات الدفع مقابل المشاهدة
| #  | الحدث        | الحدث                 | التاريخ        | المكان          | المدينة                             | المبلغ      |
| -- | ------------ | --------------------- | -------------- | --------------- | ----------------------------------- | ----------- |
| 1. | يو إف سي 282 | بلاهوفيتش ضد أنكالايف | 10 ديسمبر 2022 | تي موبايل أرينا | بارادايس، نيفادا، الولايات المتحدة  | لم يكشف عنه |
| 2. | يو إف سي 313 | بيريرا ضد أنكالايف    | 8 مارس 2025    | تي موبايل أرينا | لاس فيغاس، نيفادا، الولايات المتحدة | لم يكشف عنه |

## وصلات خارجية
- ماغوميد أنكالايف على موقع يو إف سي (الإنجليزية)
- ماغوميد أنكالايف على موقع شيردوغ (الإنجليزية)
- ماغوميد أنكالايف على موقع Tapology.com (الإنجليزية)
- ماغوميد أنكالايف على موقع فايت ماتريكس (الإنجليزية)
- ماغوميد أنكالايف على موقع إي إس بي إن (الإنجليزية)